# Schweglerstraße (metropolitana di Vienna)
Schweglerstraße è una stazione della linea U3 della metropolitana di Vienna situata nel 15º distretto (Rudolfsheim-Fünfhaus).

## Descrizione
La stazione è entrata in servizio il 3 settembre 1994, nel contesto del terzo ampliamento della linea U3 e  si estende sotto la Märzstraße tra Benedikt-Schellinger-Gasse e Stättermayergasse. Ai treni si accede da una piattaforma centrale. La stazione è dotata di scale fisse e scale mobili, comprese le tre scale mobili che al momento della costruzione erano le più lunghe dell'Austria al momento della costruzione, collegando un dislivello di 20 metri su una lunghezza di 43 metri.
Dal punto di vista delle installazioni artistiche, la stazione Schweglerstraße è identificata con il motto Kunst der Technik (Arte della tecnica). A partire dal 1994, al piano seminterrato è presente l'opera Tele-Archäologie di Nam June Paik; l'opera rappresenta l'ingresso in un tunnel di un vagone della metropolitana rivestito di mattoni in mezzo ai quali sono inseriti tastiere, monitor e circuiti stampati. All'interno del vagone erano attivi 39 monitor che riproducevano sequenze video; tuttavia, a causa della mancanza dei pezzi di ricambio, questa parte dell'installazione non è più funzionante.
Sempre al piano interrato sono appesi al soffitto alcuni oggetti provenienti dal Museo della tecnica di Vienna: una Mini Cooper, le ruote di una locomotiva, un aereo da turismo e una capsula spaziale del Programma Mercury. Nel pozzo di aerazione è installata anche un'elica dal diametro di tre metri che dovrebbe essere messa in moto dallo spostamento d'aria provocato dai treni in arrivo e in partenza; il flusso d'aria però non è sufficiente per azionaare il meccanismo.
Nell'area della stazione in direzione dell'uscita Benedikt-Schellinger-Gasse sono presenti ventidue ritratti di importanti inventori, tecnici e fisici austriaci: Ladislaus von Rabcewicz, Leopold Müller e Christian Veder; gli ingegneri ferroviari Carlo Ghega, Karl Gölsdorf, Luigi Negrelli e Friedrich Ignaz von Emperger; gli inventori Josef Ressel, Carl Auer von Welsbach, Viktor Kaplan, Johann Korbuly, Siegfried Marcus, Gustav Tauschek e Wilhelm Kress; i fisici Ludwig Boltzmann, Lise Meitner, Erwin Schrödinger, Christian Doppler, Robert von Lieben e Jozef Maximilián Petzval; il costruttore Ferdinand Porsche e il fondatore del Technologischen Gewerbemuseums Wilhelm Exner.
Nei dintorni della stazione si trovano il complesso clinico Kaiserin-Elisabeth-Spital e il Reithoffer-Park.

## Ingressi
- Schweglerstraße
- Goldschlagstraße
- Märzstraße
- Stättermayergasse
- Benedikt-Schellinger-Gasse